# Deborah Washington Brown
Deborah Washington Brown (* 3. Juni 1952 in Washington, D.C., Vereinigte Staaten; † 5. Juni 2020 in Atlanta, Kalifornien) war eine US-amerikanische Mathematikerin, Informatikerin und Pianistin. Sie promovierte als erste afroamerikanische Frau in angewandter Mathematik an der Harvard University und war eine der ersten afroamerikanischen Informatikerinnen, die ein US-amerikanisches Doktorandenprogramm abschloss. Sie arbeitete als Informatikerin bei Unternehmen wie Bell Laboratories und AT&T, wo sie sich auf künstliche Intelligenz und Spracherkennung konzentrierte. Ihr wurden elf Patente zuerkannt.

## Leben und Werk
Brown war das jüngste der vier Kinder des Postangestellten und Taxifahrers Edwin Washington und der Friseuse Lola Washington. Ihr Großvater war ein Sklave gewesen. Als Pianistin gewann sie stadtweite Wettbewerbe in Washington, D.C. Nach ihrem Abschluss an der National Cathedral High School in Washington, D.C. wurde sie am New England Conservatory of Music für ein klassisches Klavierstudium aufgenommen.  Nachdem sie das Musikstudium abgebrochen hatte, begann sie ein Mathematikstudium am Lowell Technological Institute. Dort studierten Anfang der 1970er Jahre auf dem 3.000 Studierenden umfassenden Campus weniger als zwei Dutzend Afroamerikaner. Laut der damaligen Affirmative-Action-Beauftragten des Lowell Technological Institute, weigerten sich einige Professoren afroamerikanische Studierende im Unterricht aufzurufen. Brown schloss ihr Studium mit Auszeichnung ab und erhielt 1975 einen Bachelor-Abschluss in Mathematik. Außerdem erhielt sie ein IBM-Stipendium zur weiteren Finanzierung ihres  Studiums.
Anschließend studierte sie an der Harvard John A. Paulson School of Engineering and Applied Sciences der Harvard University und erlangte 1977 ihren Master-Abschluss und 1981 ihren Doktortitel in Angewandter Mathematik zunächst betreut von  Harry R. Lewis und dann von Tom Cheatham. Sie promovierte dort als erste afroamerikanische Frau in der Geschichte Harvards in angewandter Mathematik mit der Dissertation: The solution of difference equations describing array manipulation in program loops.
Nach ihrer Promotion arbeitete sie beim Verteidigungsunternehmen Norden Systems in Connecticut an der Raketenabwehrtechnologie. Der Schwerpunkt ihrer beruflichen Tätigkeit lag auf künstlicher Intelligenz und Spracherkennungstechnologie. Sie verbrachte mehr als ein Jahrzehnt bei Bell Laboratories und war außerdem für AT&T, Verizon Wireless und Speech-Soft Solutions als Sprachwissenschaftlerin und Sprachtechnologiespezialistin tätig.
Im Laufe ihrer Karriere erhielt sie mindestens zehn Patente, entweder allein oder gemeinsam mit anderen, darunter eines für die Weiterleitung von Anrufen anhand gesprochener Anweisungen und ein weiteres für die Identifizierung und Eingrenzung von Optionen anhand verbaler Eingaben. 2013 erhielt sie als alleinige Erfinderin ein Patent für ein KI-gesteuertes System zur automatischen Kategorisierung einer Sprachtranskription.
Sie unterrichtete eine Zeit lang an mehreren Colleges in Georgia. Sie studierte und unterrichtete weiterhin Klavier, gewann zahlreiche Preise und trat weltweit auf, von der Carnegie Hall bis nach Italien und Deutschland. Außerdem erwarb sie ein Zertifikat der Stufe 10 am Royal Conservatory of Music.
1979 heiratete sie Ruel Brown, mit dem sie zwei Töchter bekam. Sie lebten und arbeiteten in New Jersey und später in Georgia.
Brown starb 2020 im Alter von 68 Jahren an Bauchspeicheldrüsenkrebs.